# John Maclaren
John G. Maclaren (* 14. Juni 1951 in Winnipeg, Manitoba) ist ein kanadischer Schauspieler.

## Leben
Maclaren wurde am 14. Juni 1951 in Winnipeg geboren. Mit 18 Jahren zog er nach Vancouver, British Columbia, wo er in der Computertechnologie arbeitete. Gut zehn Jahre später machte er über Stationen an der Capilano University und dem William Davis Centre ein Studium zum Schauspieler. Später wirkte er in einer Vielzahl von regionalen Theaterstücken mit und war auch in Werbespots zu sehen. 1989 gab er sein Filmdebüt in einer Nebenrolle im Fernsehfilm Die Lady ohne Erinnerung. Mitte der 1990er wurde er als stellvertretender künstlerischer Leiter des Vancouver Playhouse eingestellt und konnte sich außerdem durch Episodenrollen in verschiedenen Fernsehserien und Nebenrollen in Filmproduktionen als Schauspieler etablieren.
1998 war er im Film Savior – Soldat der Hölle in der Rolle eines Colonels zu sehen. 1999 stellte Maclaren im Film Doppelmord die Rolle des Rudy dar, 2000 war er unter anderen als Dr. Parsons in Das Gewicht des Wassers zu sehen. 2011 wirkte er in der Rolle des Ron im Katastrophenfernsehfilm Metal Tornado mit. Dennoch nahmen ab Mitte der 2010er Jahre seine Fernseh- und Filmrollen merklich ab und er war wieder verstärkt in Theaterproduktionen beteiligt.

## Filmografie (Auswahl)
- 1989: Die Lady ohne Erinnerung (The Lady Forgets, Fernsehfilm)
- 1990: Danger Bay (Fernsehserie, Episode 6x13)
- 1990: Bordertown (Fernsehserie, Episode 2x13)
- 1990: Kampf gegen die Mafia (Wiseguy, Fernsehserie, 2 Episoden, verschiedene Rollen)
- 1990: Terminal City Ricochet
- 1992: Der Schwarze Tod (Dead Ahead: The Exxon Valdez Disaster, Fernsehfilm)
- 1993: Time Warrior – Der Time Runner (Time Runner)
- 1993: Stroke (Kurzfilm)
- 1994: Der Polizeichef – Eis im Blut (The Commish, Fernsehserie, Episode 4x02)
- 1994: Lederstrumpf (Hawkeye, Fernsehserie, Episode 1x03)
- 1994: Robins Club (Fernsehserie, Episode 2x11)
- 1995–1996: Akte X – Die unheimlichen Fälle des FBI (The X-Files , Fernsehserie, 2 Episoden, verschiedene Rollen)
- 1996: Der Sentinel – Im Auge des Jägers (The Sentinel, Fernsehserie, Episode 1x05)
- 1997: Dead Man's Gun (Fernsehserie, Episode 1x05)
- 1997: Windsor Protocol (Fernsehfilm)
- 1997: Nachts, wenn alles schläft (When Danger Follows You Home)
- 1997: Smudge (Fernsehfilm)
- 1997: Lassie (Fernsehserie, Episode 1x06)
- 1998: Outer Limits – Die unbekannte Dimension (The Outer Limits, Fernsehserie, Episode 4x01)
- 1998: Barneys großes Abenteuer – Der Film (Barney’s Great Adventure)
- 1998: Savior – Soldat der Hölle (Savior)
- 1998: Der lange Weg der Hoffnung (Floating Away, Fernsehfilm)
- 1998: Ein schöner Ort zum Sterben (Out of Control)
- 1998: Auf kalter Spur (Cold Squad, Fernsehserie, Episode 2x05)
- 1998: Da Vinci’s Inquest (Fernsehserie, Episode 1x04)
- 1999: The Crow – Die Serie (The Crow: Stairway to Heaven, Fernsehserie, Episode 1x15)
- 1999: Der Sentinel – Im Auge des Jägers (The Sentinel, Fernsehserie, Episode 4x05)
- 1999: Beggars and Choosers (Fernsehserie, 2 Episoden)
- 1999: Inferno der Flammen (Heaven’s Fire, Fernsehfilm)
- 1999: Doppelmord (Double Jeopardy)
- 1999: Seven Days – Das Tor zur Zeit (Fernsehserie, Episode 2x01)
- 2000: Das Gewicht des Wassers (The Weight of Water)
- 2001: Das Iowa Inferno (A Glimpse of Hell, Fernsehfilm)
- 2001: Passion and Prejudice (Fernsehfilm)
- 2001: Liography (Fernsehserie, Episode 1x02)
- 2001: Wrong Number
- 2001: Within These Walls (Fernsehfilm)
- 2001: Notruf aus der Todeszelle (Life in the Balance)
- 2002: Trudeau (Fernsehfilm)
- 2002: Riders
- 2002: Der Anschlag (The Sum of All Fears)
- 2002: The Christmas Shoes (Fernsehfilm)
- 2003: Hunger Point (Fernsehfilm)
- 2003: Mafia Doctor (Fernsehfilm)
- 2003: Sex & the Single Mom (Fernsehfilm)
- 2004: Seven Times Lucky
- 2004: The Straitjacket Lottery (Kurzfilm)
- 2004: Bliss (Fernsehserie, Episode 3x04)
- 2004: The Shields Stories (Miniserie, 6 Episoden)
- 2004: The Day After Tomorrow
- 2004: Manners of Dying
- 2005: Verbrechen aus Leidenschaft (Crimes of Passion, Fernsehfilm)
- 2005: Naked Josh (Fernsehserie, Episode 2x01)
- 2005: Capote
- 2005: Maurice Richard
- 2006: Jesse Stone: Totgeschwiegen (Jesse Stone: Death in Paradise, Fernsehfilm)
- 2006: Ties That Bind (Fernsehfilm)
- 2007: Like Mother, Like Daughter (Fernsehfilm)
- 2007: 4400 – Die Rückkehrer (The 4400, Fernsehserie, Episode 4x04)
- 2007: Dead Zone (Fernsehserie, Episode 6x10)
- 2008: The Tenth Circle (Fernsehfilm)
- 2008: War Games 2: The Dead Code (Wargames: The Dead Code)
- 2008: You Belong to Me (Fernsehfilm)
- 2009: The Bitter End (Fernsehserie, Episode 1x06)
- 2010: Second Chances (Fernsehfilm)
- 2010: Peepers
- 2011: Being Human (Fernsehserie, Episode 1x07)
- 2011: Internet-Mobbing (Cyberbully, Fernsehfilm)
- 2011: Metal Tornado (Fernsehfilm)
- 2012: Jesse Stone: Im Zweifel für den Angeklagten (Jesse Stone: Benefit of the Doubt, Fernsehfilm)
- 2012: Upside Down
- 2013: Exploding Sun – Wenn die Sonne explodiert (Exploding Sun, Fernsehzweiteiler)
- 2013: Time of Death (Fernsehfilm)
- 2014: Lizzie Borden (Fernsehfilm)
- 2014: Trailer Park Boys: Don't Legalize It
- 2014: Bauernopfer – Spiel der Könige (Pawn Sacrifice)
- 2015: Lizzie Borden – Kills! (The Lizzie Borden Chronicles, Miniserie, 2 Episoden)
- 2016: Zeit für Legenden (Race)
- 2016: A Stranger in My Home (Fernsehserie, Episode 3x04)
- 2017: Bloodtears (Kurzfilm)
- 2017: Touched
- 2017: End of the Night (Kurzfilm)
- 2017: Fatal Vows (Fernsehdokuserie, Episode 5x12)
- 2018: Die Wahrheit über den Fall Harry Quebert (The Truth About the Harry Quebert Affair, Fernsehserie, Episode 1x09)